# Puchar Świata w narciarstwie alpejskim mężczyzn 2003/2004
Puchar Świata w narciarstwie alpejskim mężczyzn sezon 2003/2004 to 38. edycja tej imprezy. Cykl ten rozpoczął się w austriackim Sölden 24 października 2003 roku, a zakończył 14 marca 2004 roku we włoskim Sestriere.

## Podium zawodów
| Lp. | Data                 | Miejscowość            | Konkurencja | 1. Miejsce         | 2. Miejsce                          | 3. Miejsce                          |
| --- | -------------------- | ---------------------- | ----------- | ------------------ | ----------------------------------- | ----------------------------------- |
| 1.  | 24 października 2003 | Sölden                 | gigant      | Bode Miller        | Frédéric Covili                     | Joël Chenal                         |
| 2.  | 22 listopada 2003    | Park City              | gigant      | Bode Miller        | Andreas Schifferer                  | Hans Knauß                          |
| 3.  | 23 listopada 2003    | Park City              | slalom      | Kalle Palander     | Rainer Schönfelder                  | Manfred Pranger                     |
| 4.  | 29 listopada 2003    | Lake Louise            | zjazd       | Michael Walchhofer | Erik Guay                           | Antoine Dénériaz                    |
| 5.  | 30 listopada 2003    | Lake Louise            | supergigant | Hermann Maier      | Michael Walchhofer                  | Stephan Eberharter                  |
| 6.  | 5 grudnia 2003       | Beaver Creek           | zjazd       | Daron Rahlves      | Stephan Eberharter Bjarne Solbakken |                                     |
| 7.  | 6 grudnia 2003       | Beaver Creek           | zjazd       | Hermann Maier      | Hans Knauß                          | Andreas Schifferer                  |
| 8.  | 7 grudnia 2003       | Beaver Creek           | supergigant | Bjarne Solbakken   | Hermann Maier                       | Hans Knauß                          |
| 9.  | 14 grudnia 2003      | Alta Badia             | gigant      | Kalle Palander     | Davide Simoncelli                   | Frédéric Covili                     |
| 10. | 15 grudnia 2003      | Madonna di Campiglio   | slalom      | Ivica Kostelić     | Giorgio Rocca                       | Manfred Pranger                     |
| 11. | 19 grudnia 2003      | Val Gardena            | supergigant | Lasse Kjus         | Stephan Eberharter                  | Hermann Maier                       |
| 12. | 20 grudnia 2003      | Val Gardena            | zjazd       | Antoine Dénériaz   | Michael Walchhofer                  | Hans Knauß                          |
| 13. | 21 grudnia 2003      | Alta Badia             | gigant      | Davide Simoncelli  | Kalle Palander                      | Bode Miller                         |
| 14. | 3 stycznia 2004      | Flachau                | gigant      | Benjamin Raich     | Massimiliano Blardone               | Bjarne Solbakken                    |
| 15. | 4 stycznia 2004      | Flachau                | slalom      | Kalle Palander     | Manfred Pranger                     | Giorgio Rocca                       |
| 16. | 10 stycznia 2004     | Chamonix               | zjazd       | Stephan Eberharter | Lasse Kjus                          | Michael Walchhofer                  |
| 17. | 11 stycznia 2004     | Chamonix               | slalom      | Giorgio Rocca      | Pierrick Bourgeat                   | Bode Miller                         |
| 18. | 11 stycznia 2004     | Chamonix               | kombinacja  | Bode Miller        | Benjamin Raich                      | Lasse Kjus                          |
| 19. | 18 stycznia 2004     | Wengen                 | slalom      | Benjamin Raich     | Rainer Schönfelder                  | Ivica Kostelić                      |
| 20. | 22 stycznia 2004     | Kitzbühel              | zjazd       | Lasse Kjus         | Stephan Eberharter                  | Daron Rahlves                       |
| 21. | 23 stycznia 2004     | Kitzbühel              | supergigant | Daron Rahlves      | Hermann Maier                       | Michael Walchhofer                  |
| 22. | 24 stycznia 2004     | Kitzbühel              | zjazd       | Stephan Eberharter | Daron Rahlves                       | Ambrosi Hoffmann                    |
| 23. | 25 stycznia 2004     | Kitzbühel              | slalom      | Kalle Palander     | Thomas Grandi                       | Rainer Schönfelder                  |
| 24. | 25 stycznia 2004     | Kitzbühel              | kombinacja  | Bode Miller        | Benjamin Raich                      | Lasse Kjus                          |
| 25. | 27 stycznia 2004     | Schladming             | slalom      | Benjamin Raich     | Manfred Mölgg                       | Kalle Palander                      |
| 26. | 30 stycznia 2004     | Garmisch-Partenkirchen | zjazd       | Didier Cuche       | Daron Rahlves                       | Stephan Eberharter                  |
| 27. | 31 stycznia 2004     | Garmisch-Partenkirchen | zjazd       | Stephan Eberharter | Fritz Strobl                        | Alessandro Fattori                  |
| 28. | 1 lutego 2004        | Garmisch-Partenkirchen | supergigant | Hermann Maier      | Pierre-Emmanuel Dalcin              | Tobias Grünenfelder                 |
| 29. | 7 lutego 2004        | Adelboden              | gigant      | Kalle Palander     | Massimiliano Blardone               | Christoph Gruber Heinz Schilchegger |
| 30. | 8 lutego 2004        | Adelboden              | slalom      | Rainer Schönfelder | Bode Miller                         | Benjamin Raich                      |
| 31. | 14 lutego 2004       | St. Anton              | zjazd       | Hermann Maier      | Stephan Eberharter                  | Johann Grugger                      |
| 32. | 15 lutego 2004       | St. Anton              | slalom      | Bode Miller        | Kalle Palander                      | Mario Matt                          |
| 33. | 28 lutego 2004       | Kranjska Gora          | gigant      | Bode Miller        | Alberto Schieppati                  | Fredrik Nyberg Alexander Ploner     |
| 34. | 29 lutego 2004       | Kranjska Gora          | slalom      | Truls Ove Karlsen  | Tom Stiansen                        | Mario Matt                          |
| 35. | 6 marca 2004         | Kvitfjell              | zjazd       | Stephan Eberharter | Fritz Strobl                        | Antoine Dénériaz                    |
| 36. | 7 marca 2004         | Kvitfjell              | supergigant | Daron Rahlves      | Bjarne Solbakken                    | Hermann Maier                       |
| 37. | 10 marca 2004        | Sestriere              | zjazd       | Daron Rahlves      | Fritz Strobl                        | Stephan Eberharter                  |
| 38. | 11 marca 2004        | Sestriere              | supergigant | Hermann Maier      | Stephan Eberharter                  | Christoph Gruber                    |
| 39. | 14 marca 2004        | Sestriere              | slalom      | Kalle Palander     | Rainer Schönfelder                  | Manfred Pranger                     |

## Klasyfikacje
| Lp. | Zawodnik           | Punkty |
| --- | ------------------ | ------ |
| 1.  | Hermann Maier      | 1265   |
| 2.  | Stephan Eberharter | 1223   |
| 3.  | Benjamin Raich     | 1139   |
| 4.  | Bode Miller        | 1134   |
| 5.  | Daron Rahlves      | 1004   |
| 6.  | Kalle Palander     | 944    |
| 7.  | Michael Walchhofer | 828    |
| 8.  | Lasse Kjus         | 824    |
| 9.  | Hans Knauß         | 796    |
| 10. | Rainer Schönfelder | 727    |

| Lp. | Zawodnik           | Punkty |
| --- | ------------------ | ------ |
| 1.  | Stephan Eberharter | 831    |
| 2.  | Daron Rahlves      | 627    |
| 3.  | Hermann Maier      | 537    |
| 4.  | Fritz Strobl       | 512    |
| 5.  | Michael Walchhofer | 503    |
| 6.  | Hans Knauß         | 421    |
| 7.  | Antoine Dénériaz   | 367    |
| 8.  | Ambrosi Hoffmann   | 317    |
| 9.  | Lasse Kjus         | 316    |
| 9.  | Didier Cuche       | 316    |

| Lp. | Zawodnik           | Punkty |
| --- | ------------------ | ------ |
| 1.  | Hermann Maier      | 580    |
| 2.  | Daron Rahlves      | 340    |
| 3.  | Stephan Eberharter | 312    |
| 4.  | Bjarne Solbakken   | 298    |
| 5.  | Michael Walchhofer | 243    |
| 6.  | Hans Knauß         | 237    |
| 7.  | Lasse Kjus         | 230    |
| 8.  | Benjamin Raich     | 215    |
| 9.  | Andreas Schifferer | 212    |
| 10. | Didier Cuche       | 211    |

| Lp. | Zawodnik              | Punkty |
| --- | --------------------- | ------ |
| 1.  | Bode Miller           | 410    |
| 2.  | Kalle Palander        | 349    |
| 3.  | Massimiliano Blardone | 266    |
| 4.  | Benjamin Raich        | 255    |
| 5.  | Davide Simoncelli     | 238    |
| 6.  | Heinz Schilchegger    | 210    |
| 7.  | Lasse Kjus            | 190    |
| 8.  | Frédéric Covili       | 187    |
| 9.  | Joël Chenal           | 186    |
| 10. | Christoph Gruber      | 181    |

| Lp. | Zawodnik           | Punkty |
| --- | ------------------ | ------ |
| 1.  | Rainer Schönfelder | 630    |
| 2.  | Kalle Palander     | 595    |
| 3.  | Benjamin Raich     | 468    |
| 4.  | Giorgio Rocca      | 429    |
| 5.  | Bode Miller        | 376    |
| 6.  | Mario Matt         | 352    |
| 7.  | Manfred Pranger    | 347    |
| 8.  | Truls Ove Karlsen  | 262    |
| 9.  | Manfred Mölgg      | 236    |
| 10. | Thomas Grandi      | 221    |

| Lp. | Zawodnik           | Punkty |
| --- | ------------------ | ------ |
| 1.  | Bode Miller        | 200    |
| 2.  | Benjamin Raich     | 160    |
| 3.  | Lasse Kjus         | 120    |
| 4.  | Pierrick Bourgeat  | 90     |
| 5.  | Michael Walchhofer | 82     |
| 6.  | Aksel Lund Svindal | 77     |
| 7.  | Silvan Zurbriggen  | 74     |
| 8.  | Ondřej Bank        | 42     |
| 9.  | Andrej Šporn       | 40     |
| 10. | Hermann Maier      | 38     |

| Lp. | Państwo           | Punkty |
| --- | ----------------- | ------ |
| 1.  | Austria           | 10631  |
| 2.  | Włochy            | 3031   |
| 3.  | Szwajcaria        | 2660   |
| 4.  | Norwegia          | 2569   |
| 5.  | Stany Zjednoczone | 2540   |
| 6.  | Francja           | 1658   |
| 7.  | Finlandia         | 1076   |
| 8.  | Szwecja           | 914    |
| 9.  | Kanada            | 657    |
| 10. | Słowenia          | 544    |